# 國立蘭陽女子高級中學
國立蘭陽女子高級中學，（英語：National Lan-Yang Girls' Senior High School）是位於臺灣宜蘭縣一所專收女子的高級中等學校，簡稱蘭陽女中、蘭女，舊稱蘭陽高女，位於宜蘭縣宜蘭市東北側，近年為宜蘭地區各校第一所加入社區優質化的學校，首開風氣之先，代表色為藍色，在縣內有「藍衫女孩」之稱。

## 校史
蘭陽女中前身為日治時期「臺北州立蘭陽高等女學校」，創立於1938年4月20日。為宜蘭地區繼「宜蘭農林學校（今國立宜蘭大學）」之後的第一所中學，創校之初借用宜蘭小學校上課，第一期校舍於1939年由日本建築師鳩工茸設計完成，原校舍以木造為主，參酌使用磚牆、石灰、黑瓦，為一層建築，為興亞帝冠式建築，校門及傳達室至今未拆，依稀可大約看出日本時代的校門風貌，校門被列為縣定古蹟而免於被拆毀，當時約收學生150人，其中宜蘭郡約90人、羅東郡約45人、其他地區及外縣市開放名額約15人，其中大約有750人來報考，早期宜蘭地區士紳簡稱該校為「高女」。
中華民國接管臺灣後，於1945年10月25日改名為「臺灣省立蘭陽女子中學」，隨後在原建築上加蓋二樓，當時由本省籍校長陳保宗共同接收該校及宜蘭中學，陳治理蘭女至1964年，1964年由女校長吳學瓊接任校長一職，在吳學瓊女士大力的治理下，蘭女校務更加蒸蒸日上，設備及校舍都大力更新。1968年實施九年國教，於1970年廢除初中部，改制更名為「臺灣省立蘭陽女子高級中學」，其間先後擴建科學館、圖書館、體育館等，均委請名建築師修澤蘭女士規劃設計。原校舍分別於1988年、1990年拆除。
2000年改隸教育部，並改為現名之「國立蘭陽女子高級中學」。
2017年12月，加入「社區高中就近入學獎勵方案」，成為宜蘭地區社區高中就近入學化推動的一員。

## 歷任校長
日治時期：
- 三屋秋策（其父為嘉義中學創校校長、文部省官員三屋靜）
- 小川義明
- 安房菊三郎

民國時期：
- 陳保宗（民國34－53；34-36年間為宜中蘭女共治校長）
- 徐玉英（代理）
- 吳學瓊（民國53-73；57年于任期內擔任省立羅東高中設立搬遷籌備主任委員）
- 王雁彬（民國73-74）
- 鍾香華（民國74-76）
- 唐璽惠（民國76-84）
- 林蓮珠（民國84-92）
- 曾耀松（民國92-96）
- 蔡玫玲（代理）
- 曹學仁（民國96-104，調任台東女中）
- 曾璧光（民國104-111，調任羅東高中）
- 陳銓（民國111-)

## 外部連結
- 國立蘭陽女子高級中學（页面存档备份，存于）（繁體中文）